# Вятский
Вя́тский — посёлок в Верхнеуральском районе Челябинской области России. Входит в состав Степного сельского поселения.

## География
Через посёлок протекает река Ямская. Расстояние до районного центра — города Верхнеуральска — 16 км.

## Население
| 2002 | 2010 |
| ---- | ---- |
| 240  | ↘201 |

По данным Всероссийской переписи, в 2010 году численность населения посёлка составляла 201 человек (103 мужчины и 98 женщин).

## Улицы
Уличная сеть посёлка состоит из двух улиц.